# Książę Yorku
Książę Yorku (ang. Duke of York) −  tytuł książęcy nadawany zwyczajowo w królestwie Wielkiej Brytanii młodszemu synowi panującego monarchy.
Najstarszy syn księcia Yorku nosi szkocki tytuł hrabiego Inverness (ang. Earl of Inverness), a najstarszy syn hrabiego Inverness nosi walijski tytuł barona Killyleagh (ang. Baron Killyleagh). Obecnie wszystkie te tytuły nosi Andrzej, książę Yorku.

## Książęta
Książęta Yorku 1 kreacji (parostwo Anglii)
- 1384–1402: Edmund Langley, 1. książę Yorku
- 1402–1415: Edward Norwich, 2. książę Yorku
- 1425–1460: Ryszard Plantagenet, 3. książę Yorku
- 1460–1461: Edward, 4. książę Yorku

Książęta Yorku 2 kreacji (parostwo Anglii)
- 1474–1483: Ryszard Shrewsbury, 1. książę Yorku

Książęta Yorku 3 kreacji (parostwo Anglii)
- 1494–1509: Henryk Tudor, 1. książę Yorku

Książęta Yorku 4 kreacji (parostwo Anglii)
- 1605–1625: Karol Stuart, 1. książę Yorku

Książęta Yorku 5 kreacji (parostwo Anglii)
- 1644–1685: Jakub Stuart, 1. książę Yorku

Książęta Yorku i Albany 1 kreacji (parostwo Wielkiej Brytanii)
- 1716–1728: Ernest August Brunszwicki, książę Yorku i Albany

Książęta Yorku i Albany 2 kreacji (parostwo Wielkiej Brytanii)
- 1760–1767: Edward August Hanowerski, książę Yorku i Albany

Książęta Yorku i Albany 3 kreacji (parostwo Wielkiej Brytanii)
- 1784–1827: Fryderyk August Hanowerski, książę Yorku i Albany

Książęta Yorku 6 kreacji (parostwo Zjednoczonego Królestwa)
- 1892–1910: Jerzy Fryderyk Ernest Albert Koburg, 1. książę Yorku

Książęta Yorku 7 kreacji (parostwo Zjednoczonego Królestwa)
- 1920–1936: Albert Fryderyk Artur Jerzy Windsor, 1. książę Yorku

Książęta Yorku 8 kreacji (parostwo Zjednoczonego Królestwa)
- od 1986: Andrzej Albert Chrystian Edward Mountbatten-Windsor, 1. książę Yorku